# Drosophila diplacantha
Drosophila diplacantha är en tvåvingeart som beskrevs av Léonidas Tsacas och David 1978. Drosophila diplacantha ingår i släktet Drosophila och familjen daggflugor.
Artens utbredningsområde är Centralafrika.